# منظمة جدات ميدان مايو
منظمة جَدّات ميدان مايو هي منظمة لحقوق الإنسان تهدف للعثور على الأطفال المخطوفين، والذين تم تبنيهم على نحو غير شرعي، أثناء الحرب القذرة في الأرجنتين. ورئيستها هي إستيلا بارنيز دي كارلوتو.
تأسست هذه المنظمة في عام 1977 بهدف العثور على الأطفال الذين تعرضوا للخطف أثناء فترة القمع الذين كان بعضهم أبناء لأمهات مسجونات، واختفوا بعد ولادتهم، وإعادة هؤلاء الأطفال إلى أسرهم البيولوجية التي لا تزال على قيد الحياة. وأدت جهود هذه المنظمة، بمعاونة عالِمة الوراثة، ماري كلير كينج، بحلول عام 1998 إلى تحديد موقع أكثر من 10 في المائة من الأطفال المخطوفين أو الذين ولدتهم أمهاتهم في السجن أثناء الحكم العسكري، وتم تبنيهم على نحو غير شرعي وإخفاء هوياتهم. وبلغ عددهم 500 طفل.
وبحلول عام 1998، تم توثيق هويات 256 طفلاً مفقودًا. وتم تحديد موقع 56 طفلاً من هؤلاء الأطفال، في حين لقى سبعة آخرون حتفهم. وأدت جهود منظمة الجَدّات إلى تشكيل فريق الأرجنتين لللأنثربولوجيا الطبية الشرعية وتأسيس بنك البيانات الوراثية الوطني. ونجحت المنظمة، بفضل الاكتشافات الحديثة في مجال الاختبارات الوراثية، في إعادة 31 طفلاً إلى أسرهم البيولوجية. وفي 13 حالة أخرى، وافقت الأسر البيولوجية والمتبنية للأطفال على تربية الأطفال معًا بعد التعرف على هوياتهم. أما باقي الحالات، فظلت عالقة في معارك الحضانة بالمحاكم بين الأسر المختلفة.
وقد كان خطف الأطفال جزءًا من خطة حكومية منظمة أثناء «الحرب القذرة» هدفت إلى تبني الأسر العسكرية وحلفاء النظام للأطفال، لتجنب نشأة جيل آخر من المُخرِبين. وقد أشارت لجنة حقوق الإنسان بالبلدان الأمريكية (IACHR)، إلى أن مجلس الثورة خشا أن يؤدي «الكرب، الذي كان من الممكن أن يلحق بمَن تبقى في الأسر الناجية بسبب غياب المفقودين، إلى نشأة عناصر تخريبية أو عناصر تخريبية محتملة، بعد بضع سنوات، الأمر الذي كان من شأنه أن يحول دون انتهاء الحرب القذرة».
ونتيجة لقضية سيلفيا كينتيلا، خضع الديكتاتور السابق خورخيه فيديلا للإقامة الجبرية في منزله في عام 2010 بعد توجيه عدة تهم إليه بخطف الأطفال. وفي يوليو عام 2012، أُدين فيديلا وحُكِم عليه بالسجن مدة خمسين عامًا بتهمة الاختطاف النظامي للأطفال.
وفي يوم 14 سبتمبر عام 2011، حصلت منظمة جَدّات ميدان ماجو على جائزة فيليكس أوفيوت - بواني للبحوث المتعلقة بالسلام في باريس تقديرًا لجهودها في مجال الدفاع عن حقوق الإنسان.

## الأعضاء
- أليسيا زوباسنابار دي لا كوادرا – الرئيسة الأولى لمنظمة جَدّات ميدان ماجو[10]
- نيليدا جوميز دي نافاهاس

تجمعت، في البداية، 13 جدة لتأسيس المنظمة.

## وصلات خارجية
- Abuelas de Plaza de Mayo (sitio oficial)
- “Interviews with Las Abuelas de Plaza de Mayo”, Rita Arditti Collection, University Archives & Special Collections at UMass Boston
- Abuelas recuperó el nieto número 88, Télem, 2 de julio de 2007
- Las Abuelas de Plaza de Mayo recuperaron al nieto número 82, Clarín, 15 de febrero de 2006
- 30 Años, Abuelas de Plaza de Mayo
- Argentine stolen at birth, now 32, learns identity